# Тайтхам

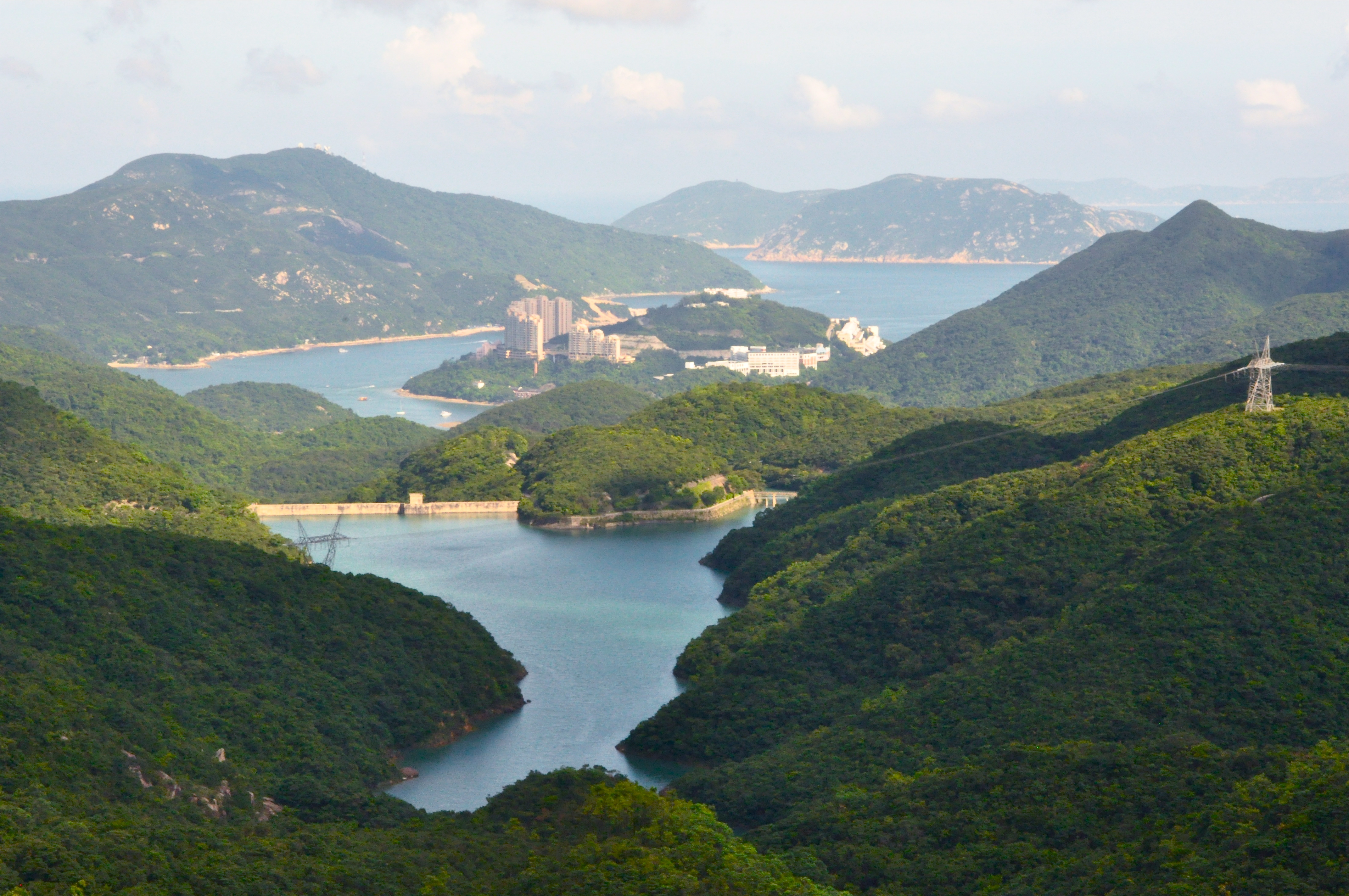
Водохранилище Тайтамтук

Тайтха́м? (иер. 大潭, ютпх. Daai6taam4, кит.-рус. Датань, англ. Tai Tam) — гонконгский район, входящий в состав округа Южный. Расположен в центральной части восточной половины острова Гонконг. Преимущественно сельская местность.

## История
К началу британского правления на берегу залива Тайтам существовала рыбацкая деревушка Тайтам, населённая китайцами и представителями народности танка (сейчас она относится к соседнему району Стэнли), а на месте современного водохранилища Тайтамтук находилась обширная сельскохозяйственная зона, где выращивали рис и овощи.
В 1872 году власти начали разрабатывать план строительства системы водохранилищ Тайтам, но 1874 году отложили его из-за экономического кризиса. В 1882 году работы возобновились и фактически были завершены в 1888 году (были построены дамба верхнего водохранилища, каменные акведуки и мост, система туннелей). В 1899 году было построено водохранилище Воннайчхун (в 1986 году оно было преобразовано в парк и открыто для посетителей). В 1904 году была построена дамба нижнего водохранилища Тайтам, в 1907 году — дамба промежуточного водохранилища Тайтам, каменный мост Тайтамтук и насосная станция Тайтамтук, в 1912 году началось возведение дамбы Тайтамтук. В 2009 году вокруг водохранилищ был открыт туристический маршрут с осмотром главных достопримечательностей и технических сооружений.

## География
На севере и северо-востоке Тайтам граничит с Восточным округом, на юго-востоке — с районами Сэкъоу и Стэнли, на юго-западе — с районом Рипалс-Бэй, на северо-западе — с округом Ваньчай. Большую часть территории района занимает парк Тайтам-кантри, основанный в 1977 году (его площадь составляет пятую часть площади острова Гонконг).
В центральной части района, в окружении нескольких гор и холмов, расположены верхнее водохранилище Тайтам и сбросовый канал (так называемое нижнее водохранилище Тайтам), южнее — промежуточная часть водохранилища Тайтам, а на юго-востоке района — водохранилище Тайтамтук (общая вместимость четырёх водоёмов — свыше 8 млн кубических метров). Все водохранилища находятся под управлением департамента водоснабжения Гонконгского правительства.
На западе района Тайтам раскинулось бывшее водохранилище Воннайчхун, ныне — парк Воннайчхун с искусственным озером (популярное место отдыха и лодочных прогулок).

## Экономика

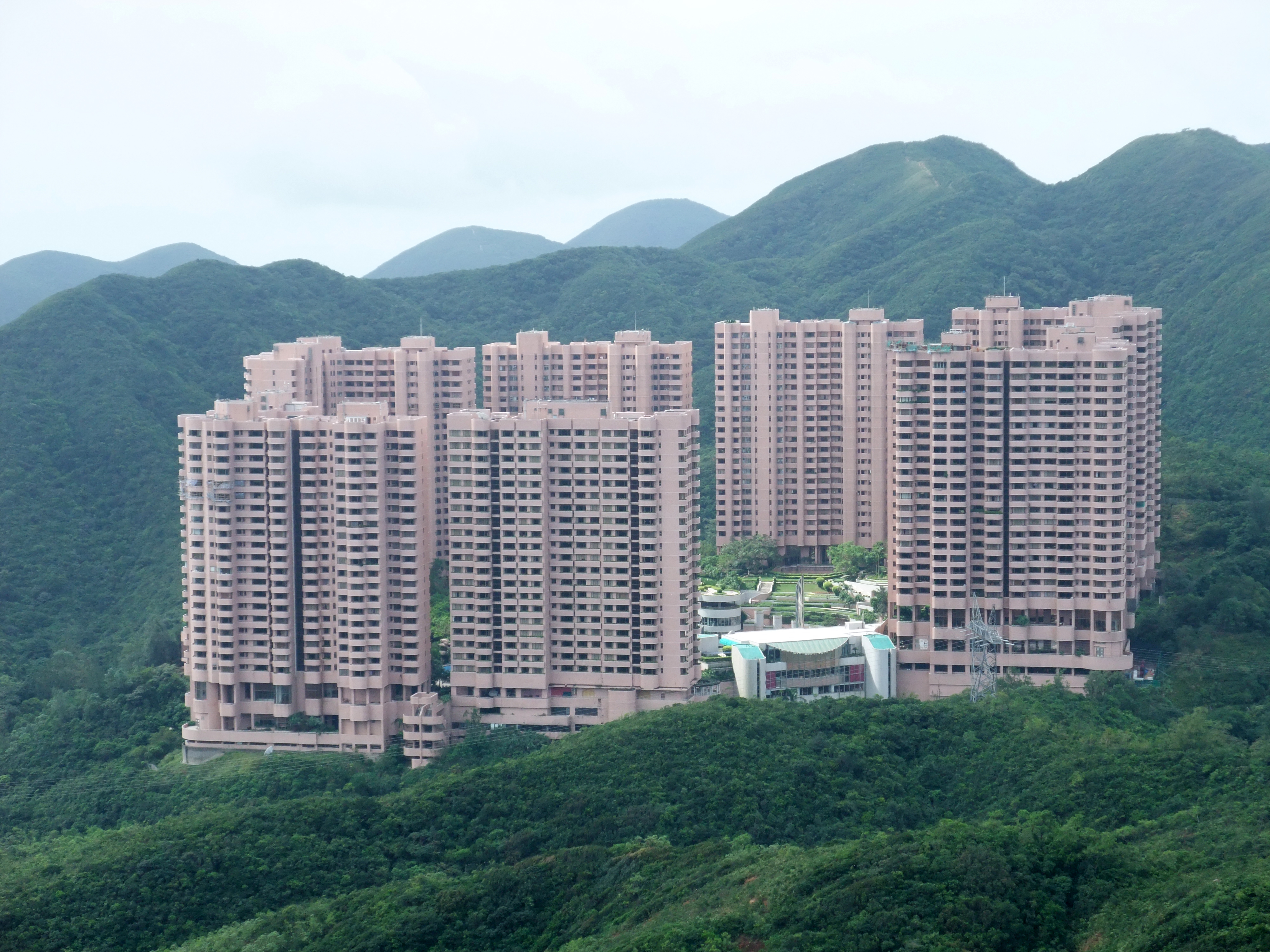
Жилой комплекс Hong Kong Parkview

Основой экономики района Тайтам являются туризм, розничная торговля и общественное питание. Среди популярных у туристов достопримечательностей выделяются парк Тайтам-кантри с системой водохранилищ и парк водохранилища Воннайчхун с искусственным озером. Возле парка Воннайчхун расположен построенный в 1989 году высотный жилой комплекс Hong Kong Parkview с супермаркетом, школой и бассейном. На горе Маунт-Батлер расположена радиопередающая станция.

## Транспорт
Главной транспортной артерией района является улица Тайтам-роуд. Через район пролегает сеть автобусных маршрутов (в том числе и микроавтобусов).

## Здравоохранение
В районе расположен реабилитационный центр Лайчхи.

## Спорт
Возле парка Воннайчхун расположены Гонконгский крикет-клуб и часть территории Гонконгского теннисного центра.